# 羅奎
羅奎（1545年—？），字文光，改字明漢，陝西西安府邠州淳化縣人，民籍，明朝政治人物。

## 生平
嘉靖四十三年（1564年）甲子科陝西鄉試第五十四名舉人，隆慶二年（1568年）中式戊辰科會試第一百八十三名，三甲第二百八十五名進士。授上蔡縣知縣，以治行累擢兵部郎中，出為萊州府知府。

## 家族
曾祖羅九思，知縣；祖父羅學夫；父羅廷輝，壽官。母姚氏。重慶下。弟羅昴、羅翼、羅房、羅星、羅胃、羅婁、羅壁。